# Antikythéra
Antikythéra (řecky Αντικύθηρα) je řecký ostrov ležící mezi Středozemním mořem a Krétským mořem 38 km jihovýchodně od Kythéry, od níž ho odděluje Kythérský průliv. Má rozlohu 20,43 km², žije na něm 68 obyvatel (rok 2011). Největším sídlem je přístav Potamos se 34 obyvateli. Administrativně patří ostrov k obci Kythéra v kraji Attika.
První známky lidského osídlení pocházejí ze 4. tisíciletí př. n. l.. Ve starověku byl ostrov základnou pirátů a nazýval se Aigila, moderní název dostal podle své polohy naproti Kythéře. Pod nadvládou Benátčanů byl známý jako Cerigotto. Ostrov se proslavil nálezem ztroskotané lodi z 1. století př. n. l., na níž byl nalezen mechanismus z Antikythéry a bronzová socha zvaná Eféb z Antikythéry.
Antikythéra leží na významné trase tažných ptáků, nachází se na ní observatoř Řecké ornitologické společnosti. Hnízdí zde ve velkých počtech ostříž jižní.